# Ruth Bader Ginsburg
Ruth Joan Bader Ginsburg (New York, 15 maart 1933 – Washington D.C., 18 september 2020) was een Amerikaans juriste en van 1993 tot haar dood een van de negen rechters van het Hooggerechtshof van de Verenigde Staten, 's lands hoogste rechtsprekende instantie. Vanwege haar strijd voor vrouwenrechten kreeg ze een iconische status.

## Jeugdjaren en opleiding
Ruth Bader werd geboren in een joods gezin. Haar vader was een bontwerker en kon nauwelijks het hoofd boven water houden tijdens de Grote Depressie. Ze woonden in het New Yorkse stadsdeel Brooklyn tussen Italiaanse en Ierse immigranten. Haar zuster stierf op zeer jonge leeftijd, waarna Ruth achterbleef als enig kind. 
Ze bezocht openbare scholen en was een uitblinker in de meeste vakken. Tijdens haar middelbareschooltijd worstelde Ruths moeder Celia met kanker, waaraan ze stierf op de dag vóór het eindexamen van haar dochter. Celia had  haar dochter voortdurend gestimuleerd om haar best te doen op school en Ruth kreeg een studiebeurs. 
Op zeventienjarige leeftijd schreef ze zich in bij de Cornell-universiteit. Later vervolgde ze haar studie aan de rechtenfaculteit van Harvard. In hetzelfde studiejaar zaten slechts negen vrouwen naast meer dan vijfhonderd mannen. Ze kreeg te horen, waarom het nodig was dat "zij een plaats innam die eigenlijk voor een man bestemd was".

Tijdens haar rechtenstudie trouwde ze in 1954 met Martin Ginsburg, een studiegenoot. Later zei ze over Ginsburg: "Ik vond Marty heel aantrekkelijk, omdat hij zo duidelijk liet blijken, hoezeer hij mijn scherpzinnigheid bewonderde." Bader studeerde in 1959 af aan de Columbia Universiteit, als beste student rechten. Maar ondanks haar studieresultaten bleven de deuren van advocatenkantoren voor haar, als vrouw, nog lange tijd gesloten.

## Loopbaan
Van 1959 tot 1961 was ze werkzaam als griffier voor een rechter van een districtsrechtbank in Zuid-New York. In 1963 slaagde ze erin een vaste baan te vinden, als docent aan de Rutgers Universiteit. Ze was in verwachting van haar tweede kind, maar verborg haar zwangerschap door jurken van haar schoonmoeder te dragen. Nog vóór de bevalling was haar arbeidscontract verlengd.
Vanaf  1971 tot 1980 werkte Ginsburg, op vrijwillige basis, als advocate voor de American Civil Liberties Union (ACLU), een organisatie die zich inzet voor vrouwenemancipatie en andere burgerrechten in de Verenigde Staten.   Tijdens die periode won ze verscheidene rechtszaken bij het Hooggerechtshof, waaronder Frontiero v. Richardson, waarin beslist werd dat het Amerikaanse leger geen onderscheid mocht maken tussen mannen en vrouwen.
In 1971 schreef Ginsburg haar eerste brief (pleitnota) voor het Hooggerechtshof in de zaak Reed versus Reed. In de Verenigde Staten betekent een brief een geschreven juridische argumentatie, die wordt voorgelegd aan het Hof om overeenstemming te bereiken over een ingewikkelde kwestie. Ginsburg vertegenwoordigde, met succes, Sally Reed. Zij eiste dat zij de executeur van het testament van haar zoon mocht zijn in plaats van haar ex-echtgenoot. Vrouwen waren tot dat moment uitgesloten van deze functie. Ginsburg won het pleit en het was de eerste keer dat het Hooggerechtshof een streep haalde door een wet op staatsniveau, omdat deze discrimineerde op basis van gender. Dankzij de inspanningen van Ginsburg zouden er nog vele uitspraken volgen.

## Hof van Beroep en Hooggerechtshof (1980-2020)
In 1980 werd Ginsburg door president Jimmy Carter benoemd tot rechter van het Hof van Beroep voor het circuit van het District of Columbia in Washington D.C.. Daar werkte ze tot Bill Clinton haar in 1993 voordroeg als rechter van het federale Hooggerechtshof, een positie die door de senaat werd goedgekeurd met slechts drie stemmen tegen. Ze was na Sandra Day O'Connor de tweede vrouwelijke rechter ooit van dit hoogste Amerikaanse gerechtshof. Uiteindelijk zou ze er zevenentwintig jaar deel van uitmaken en het maakte haar tot een van de machtigste vrouwen van Amerika.
Ginsburg was nog een relatief nieuw lid van het Hooggerechtshof, maar in 1996 zorgde ze ervoor er dat de militaire academie van Virginia niet langer een mannenbolwerk bleef. Ook al konden vrouwen niet voldoen aan de strenge eisen die deze academie stelde, zei Ginsburg, de staat mocht geen vrouwen uitsluiten omdat zij niet aan deze eisen konden voldoen. In totaal zes keer pleitte zij in zaken voor gelijkberechting voor vrouwen bij het Hooggerechtshof. Zij won vijf keer. Al zag Ruth Bader er niet uit als een vechtersbaas, zo schreef NPR radio, klein van gestalte, met een zachte stem en grote brillenglazen, maar qua intelligentie en vasthoudendheid was ze nauwelijks te verslaan. Over het algemeen werd Ginsburg gezien als een liberaal rechter.
Zij heeft consequent steun betuigd aan tegenstanders van de strafbaarstelling van abortus, zoals in de zaak Stenberg v. Carhart in 2000 waarbij een abortuswet uit Nebraska werd afgeschaft. Haar naam is vooral verbonden aan haar steun voor de zaak Roe v. Wade die abortus federaal legaliseerde. De vrees bestond  dat door haar overlijden het recht op abortus in de VS onder druk komt te staan, wanneer Ginsburg door een conservatieve rechter wordt opgevolgd. Deze vrees is bewaarheid want op 24 juni 2022 heeft het Hooggerechtshof de uitspraak Roe vs Wade inderdaad ongedaan gemaakt en bepaald dat er op federaal niveau geen grondwettelijk recht op abortus bestaat.
Ginsburg was een van de vier rechters die het in 2000 niet eens waren met de meerderheid van vijf rechters die de hertelling van de stemmen in de presidentsverkiezingen van 2000 staakten en zo de overwinning van George W. Bush bekrachtigden.
In 2007 deed ze een beroep op het Amerikaanse Congres om wetgeving door te voeren, waarmee vrouwen net zoveel zouden verdienen als mannen op de werkvloer. Het ging om de zaak Ledbetter v. Goodyear.
De doodstraf in de Verenigde Staten, zo betoogde Ginsburg, was in strijd is met het Achtste amendement, dat wrede en ongebruikelijke straffen verbiedt. Ze uitte kritiek op fouten in het Amerikaanse rechtssysteem, waardoor te vaak onschuldige mensen de doodstraf kregen. In een lezing voor de rechtenfaculteit van de Universiteit van Columbia vertelde ze dat tijdens haar hele carrière met name de veroordelingen tot de dood haar het zwaarst vielen: "Als ik koningin was, bestond er geen doodstraf meer."
Heel vaak verschilde Ginsburg van mening met andere leden van het Hooggerechtshof. Uit haar mond klonk dan: "I dissent" ("Ik ben het er niet mee eens"). Ze beschouwde haar afwijkende inzichten als een uitdaging om haar mederechters van haar gelijk te overtuigen.

## Een sterke geest
In de eerste jaren van hun huwelijk kreeg haar echtgenoot Marty Ginsburg kanker. Ruth zorgde voor hem, schreef tegelijkertijd in een tijdschrift over recht en bekommerde zich om hun drie jaar oude kind.  Deze ervaring leerde haar dat slaap een luxe was, waar ze zich maar weinig aan wilde overgeven. Gedurende haar hele  leven hanteerde Ginsburg een ijzeren werkschema. Naast haar werk als opperrechter
gaf ze veelvuldig lezingen zowel in eigen land als daarbuiten. In de fitnessruimte van het Hof had ze zelfs haar eigen personal trainer, met wie ze twee keer per week oefende. In liberale kringen had ze de status van een rockster. Bewonderaars noemden haar The Notorious RBG, een verwijzing naar de New Yorkse rapper The Notorious B.I.G.
In 2018 verscheen er zowel een documentaire over het leven van Ginsburg, RBG. als een speelfilm, On the Basis of Sex, waarin Felicity Jones de rol van Ginsburg speelt. Ook werd ze regelmatig gepersifleerd in Saturday Night Live.
In hetzelfde jaar onderging ze een zware operatie, waarbij twee kwaadaardige tumoren uit haar longen gehaald waren, maar ze ging gewoon door met werken. Dezelfde mentale hardheid toonde Ginsburg toen haar echtgenoot op sterven lag. De dag na zijn overlijden zat zij alweer op de rechtbank om een belangrijke uitspraak die zij door het hof geloodst had voor te lezen.
Ruth Bader Ginsburg overleed op 18 september 2020 op de leeftijd van 87 jaar aan de gevolgen van alvleesklierkanker.